# Matinovskygambiet
Het Matinovskygambiet is in de opening van een schaakpartij een variant in de Owenopening. De beginzetten zijn: 1.e4 b6 2.d4 Lb7 3.Ld3 f5. Als wit het offer aanneemt, volgt 4. ...Lxg2 5.Dh5+ g6 6.xg6. De witte toren zal vallen, maar ook zwart verliest materiaal, afhankelijk van zijn voortzetting. Dodelijk voor zwart is het aantrekkelijk ogende 6. ...Pf6. Er volgt dan een dameoffer: 7.xh7 Pxh5 8. Lg6 mat (Greco - NN, Rome 1619). Het gambiet valt onder ECO-code B00, de Owenopening, en wordt door grootmeesters weinig gespeeld.